# فاطمه بنت محمد البلوشی
فاطمه بنت محمد البلوشی سیاستمدار اهل بحرین است. او وزیر توسعه اجتماعی و سرپرست سابق وزارت بهداشت بحرین است.

## زندگی
او رهبری هیئت بحرینی را در شصت و چهارمین نشست سازمان جهانی بهداشت در ژنو، سوئیس در ۲۴ مه ۲۰۱۱ بر عهده داشت.  در دوران وزارت او، مرکز علمی بحرین تأسیس شد. این مرکز توسط شیخه حصه بنت خلیفه آل خلیفه در ۲۹ آوریل ۲۰۱۳ افتتاح شد.
در جریان تظاهرات بحرین در سال‌های ۲۰۱۱ تا ۲۰۱۳، فاطمه بنت محمد البلوشی هر گونه ادعا مبنی بر سوء استفاده و بد رفتاری دولت بحرین از بازداشت‌شدگان و معترضان را رد کرد. او برخی از پزشکان را به زخمی کردن عمدی معترضان و کشتن آنها متهم کرد.  ۱۴ پزشک به این اتهام در بحرین بازداشت شدند. یک تیم مستقل شامل دیوید اندروز، وزیر سابق امور خارجه ایرلند و ماریان هارکین، نماینده پارلمان اروپا، از این پزشکان دیدن و با آنان گفتگو کردند. در نهایت تیم بازدیدکننده اتهامات فاطمه را رد کردند و اعلام کردند که شواهد موثقی به دست آمده است که زندانیان در بحرین شکنجه شده‌اند. فوربس نام او را در فهرست ۲۰۰ زن قدرتمند عرب در قرار داد.